# Khachik
Khachik (in armeno Խաչիկ?) è un comune di 978 abitanti (2001) della Provincia di Vayots Dzor in Armenia.

## Galleria d'immagini

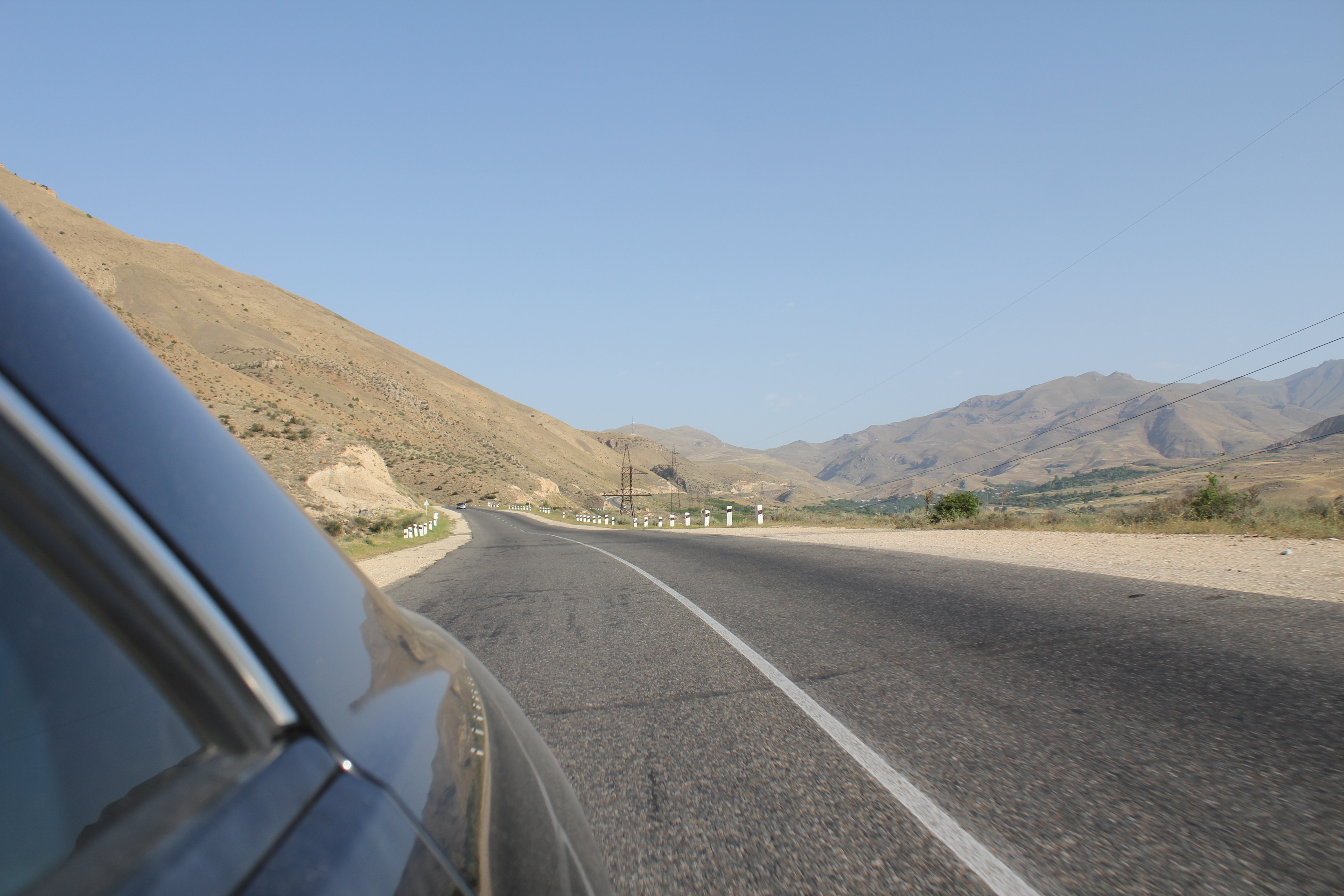
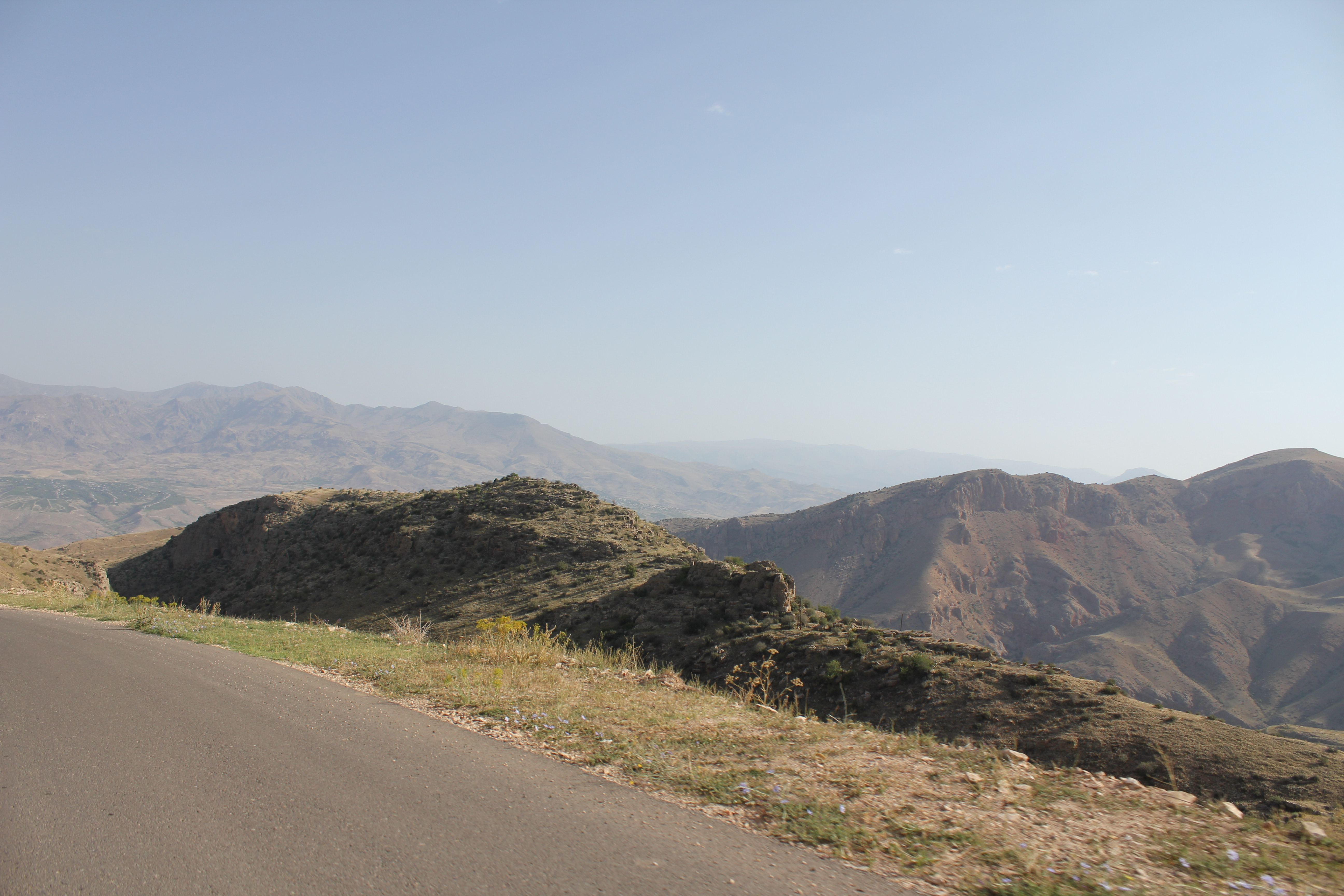
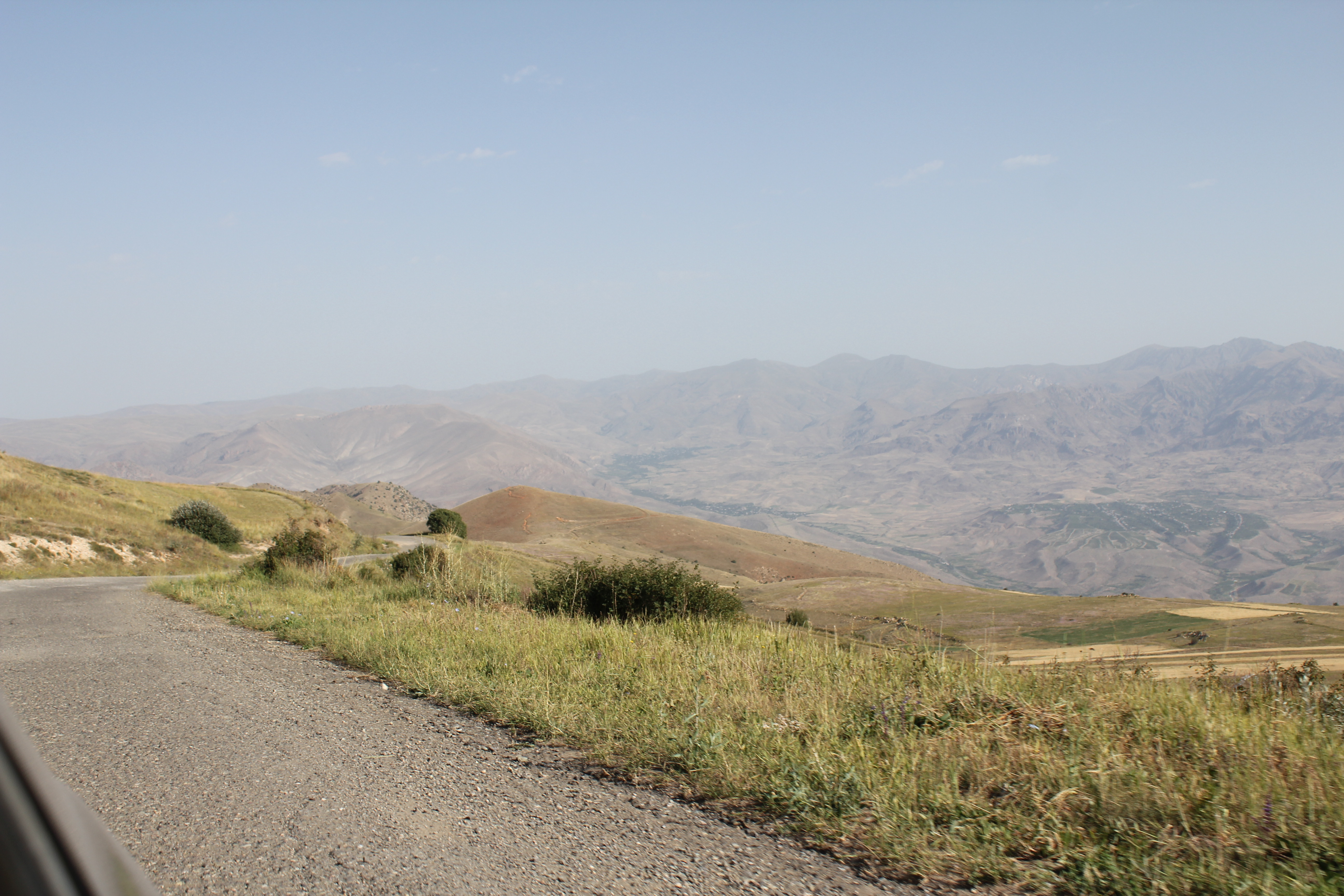
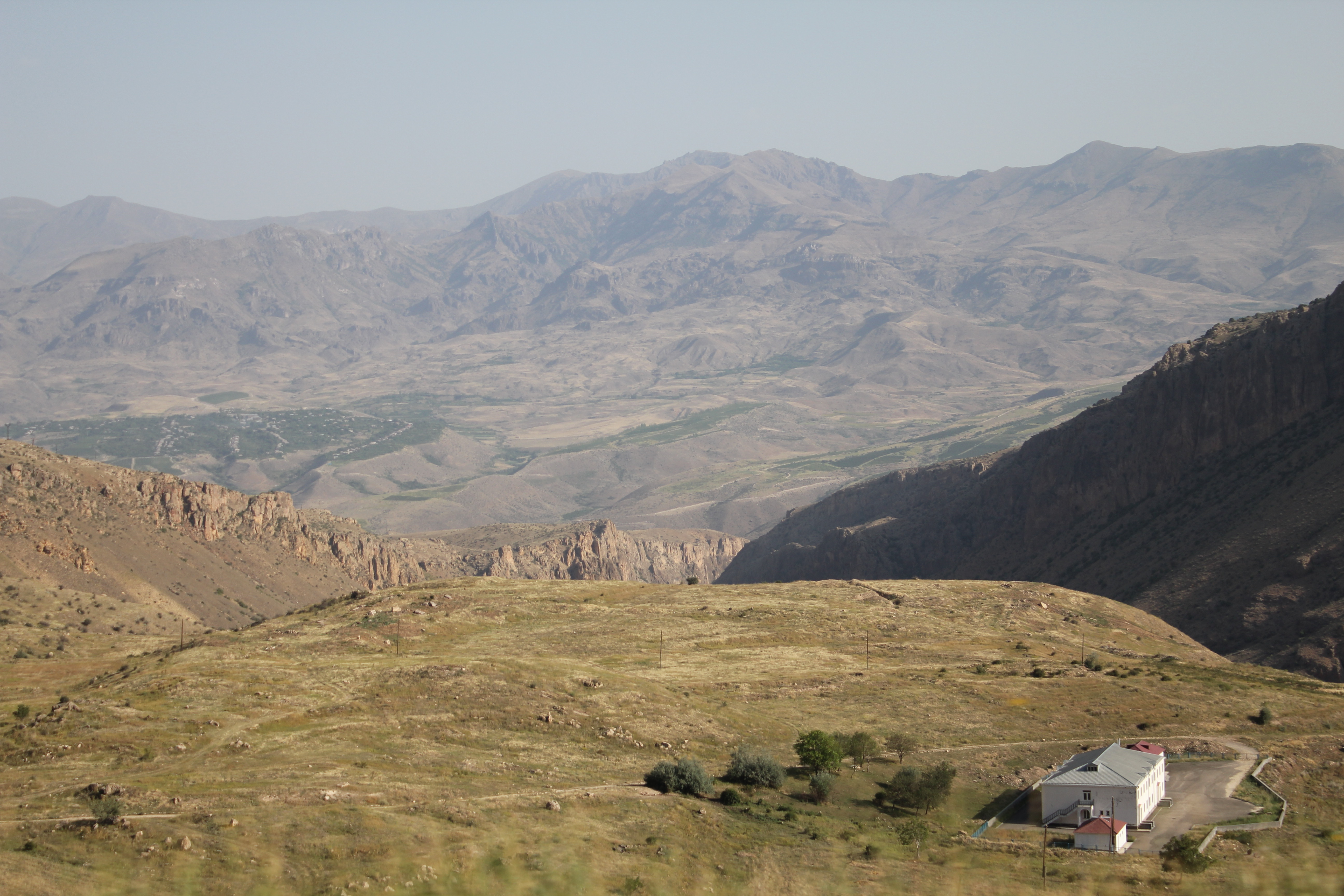
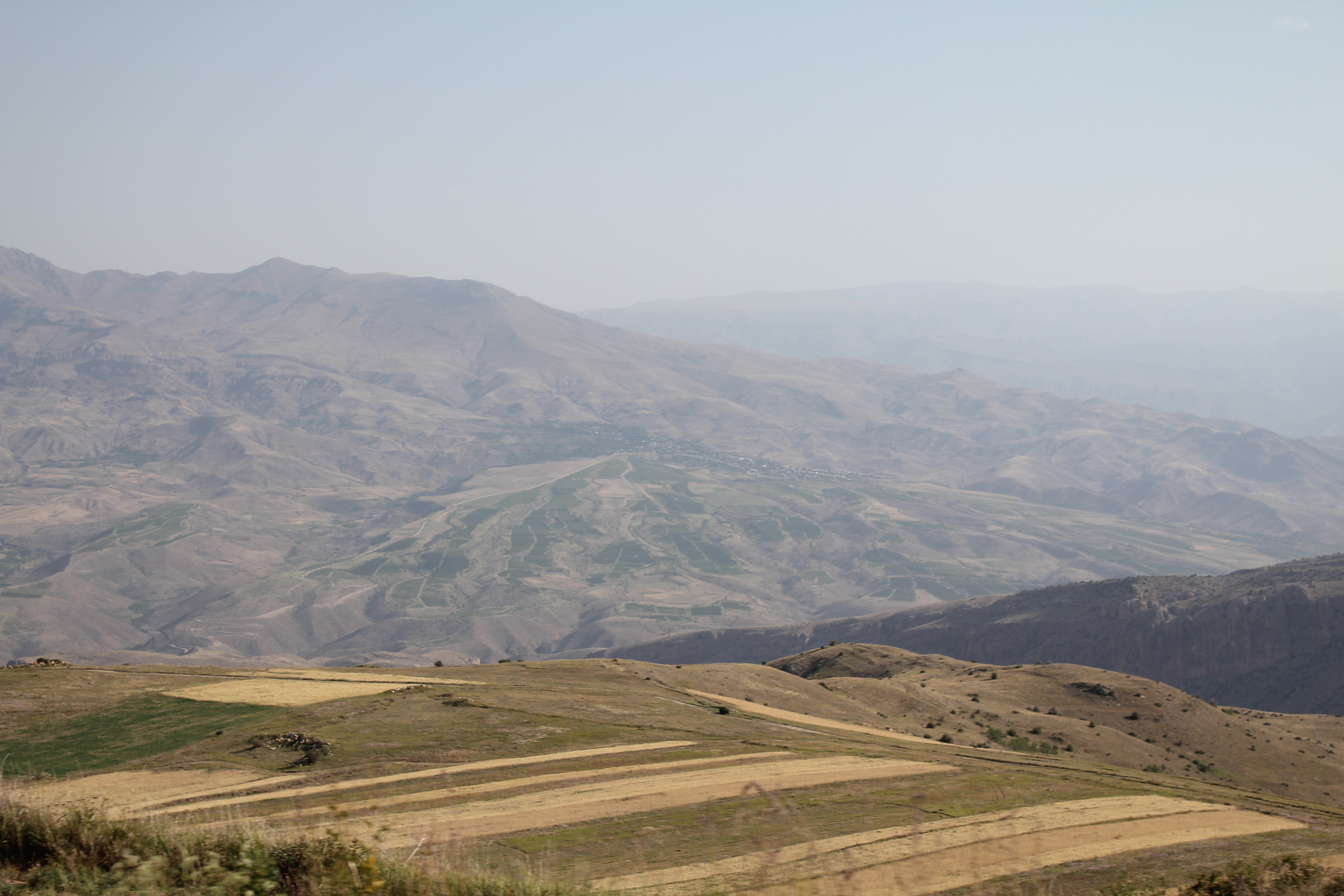
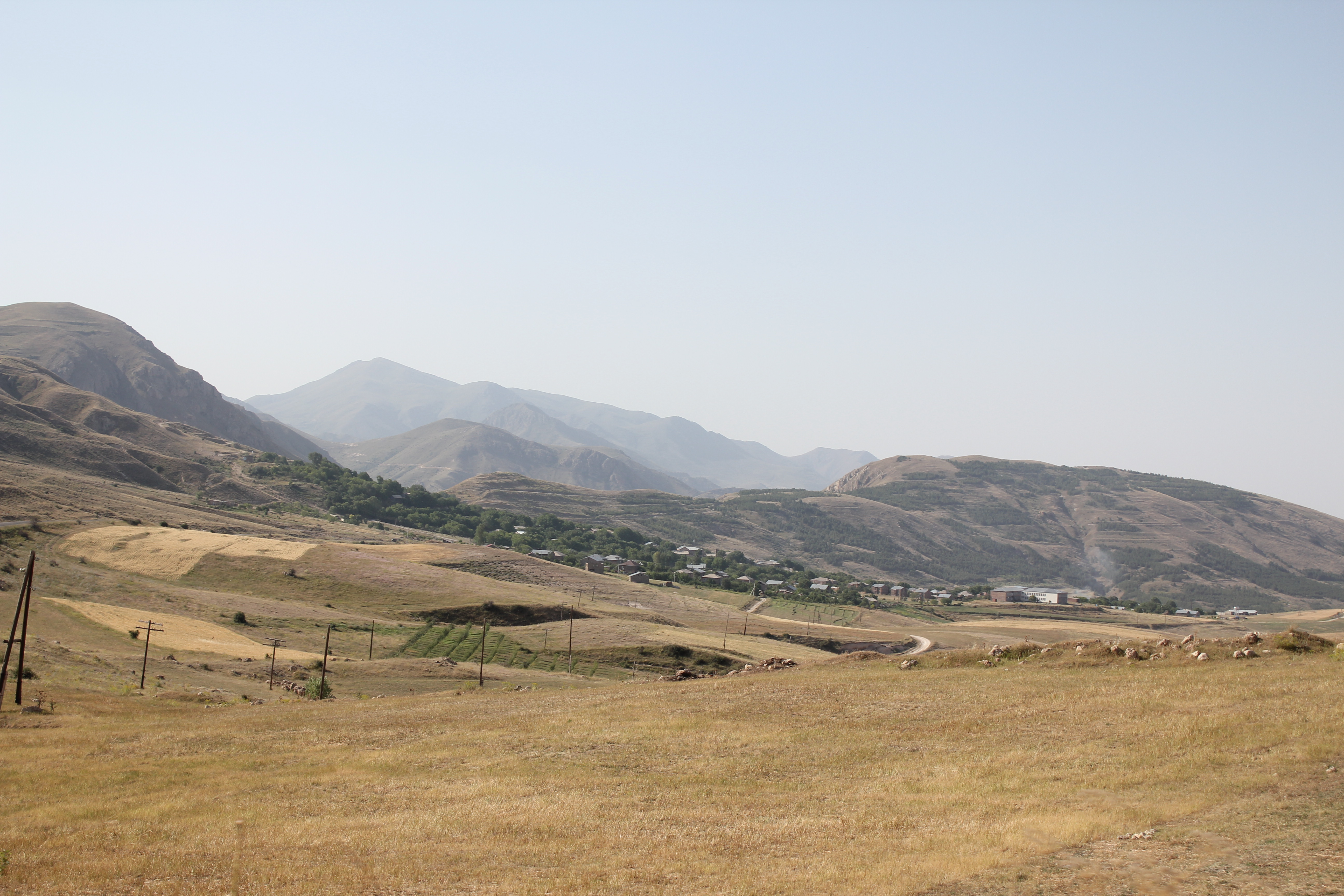